# Appiusz Klaudiusz Pulcher (konsul 38 p.n.e.)
Appius Claudius Pulcher (ur. ok. 75 p.n.e.; zm. po 21 p.n.e.) – członek patrycjuszowskiego rodu Klaudiuszów Pulcher, jednego z najbardziej wpływowych w okresie republiki. Syn Gajusza Klaudiusza Pulchra, pretora w 56 p.n.e.
W 58 p.n.e. przygotowywał proces przeciwko Kwintusowi, bratu Cycerona, o zdzierstwa w prowincji Azja. W 52 oskarżał Tytusa Anniusza Milona o zabójstwo swojego stryja Klodiusza. Milon został skazany i musiał iść na wygnanie, mimo że jego obrony podjął się Cyceron. W 50 p.n.e. przyprowadził z Galii dwa legiony, przekazane przez Cezara dla Pompejusza. W 49 w czasie wojny domowej stanął po stronie Pompejusza i udał się z nim do Epiru. Nic nie wiadomo o jego losach w czasie dyktatury Cezara. Po śmierci Cezara w 44 p.n.e. związał się z Markiem Antoniuszem, a po porażce tego ostatniego pod Mutyną, przeszedł na stronę Cycerona. W 38 był już stronnikiem triumwirów i otrzymał stanowisko konsula. W 36 p.n.e. w czasie wojny sycylijskiej dowodził grupą statków stanowiących tylną straż we flocie Augusta. W 34 p.n.e. był prokonsulem Hiszpanii. W roku 33 p.n.e. odbył triumf.
Dzieci:
- Marek Waleriusz Messala Appianus
- Klaudia (żona Publiusza Sulpicjusza Kwiryniusza)
- Klaudia (żona Gajusza Juniusza Sylana)

Zobacz też:
- Drzewo genealogiczne Klaudiuszów Pulcher